# 200 цигарок
«200 цигарок» (англ. 200 Cigarettes) — американська комедія 1999 року режисера Ріса Брамон Гарсія. У фільмі знімався акторський ансамбль молодих виконавців, деякі з яких стали в майбутньому зірками кіно.

## Короткий сюжет
У фільмі переплітаються різні сюжетні лінії, що відбуваються напередодні Нового 1981 року. Моніка влаштовує велику вечірку і відчайдушно боїться, що ніхто не прийде. Рано вранці приходить лише її подруга Гілларі. Поки Моніка намагається переконати Гіларі залишитися, з'являються інші групи людей, які прямують на святкування.
Сюжет розповідає про те, як ці кілька персонажів проводять новорічну ніч у Нью-Йорку, а потім потрапляють на вечірку до Моніки. Гостями вечірки є:
- Кузина Моніки Вел та її подруга Стефі, родом з Ронконкома, загубилися в бідному районі Алфабет-Сіті й забрели до панк-клубу, де зустріли Дейва і Тома, які мають «пакунок», який їм потрібно доставити.
- Незграбна Сінді, яка йде на побачення з параноїком Джеком.
- Люсі та її найкращий друг Кевін, які переживають взаємне сексуальне напруження. Назва фільму походить від пачки сигарет, яку Люсі купує Кевіну того вечора — подарунок на свято, яке він ненавидить, і яке також є його днем народження.
- Колишня дівчина Кевіна, феміністка Еллі застає Кевіна та Люсі, коли вони цілуються в кабінці туалету.
- Нетямущий і кокетливий бармен.
- Подруги-суперниці Бріджит і Кейтлін намагаються позбутися хлопця Бріджит, Еріка, який також є колишнім Моніки.
- Ексцентричний таксист, який цілий вечір возить їх по місту на своєму таксі, оформленому в стилі диско.

Зрештою, всі знаходять дорогу на вечірку, щоправда, Моніка втрачає свідомість, запиваючи свої переживання алкоголем. Прокинувшись наступного ранку, вона бачить на своєму поверсі незрозумілих людей, у тому числі Стефі, яка розповідає їй, наскільки успішною була її вечірка. Моніка в захваті, попри те, що вона все пропустила, а ще більше — коли дізнається, що приходив Елвіс Костелло.
У фіналі показують фотографії з вечірки, про які розповідає водій таксі, здебільшого з неймовірними нічними романами та непритомною Монікою, яку тримають на руках гості.

## Ролі виконували
- Марта Плімптон — Моніка, господарка квартири
- Кетрін Келнер — Гіларі, подруга Моніки
- Крістіна Річчі — Вел, двоюрідна сестра Моніки
- Гебі Гоффманн — Стефі, подруга Вел
- Кейсі Аффлек — Том
- Гільєрмо Діас — Дейв
- Кейт Гадсон — Сінді
- Джей Мор — Джек
- Кортні Лав — Люсі
- Пол Радд — Кевін
- Джанін Гарофало — Еллі
- Бен Аффлек — бармен
- Ніколь Арі Паркер — Бріджит
- Анджела Фізерстоун — Кейтлін
- Браян Маккарді — Ерік
- Дейв Шапел — водій таксі
- Елвіс Костелло — в ролі самого себе

## Сприйняття
Фільм отримав змішані, більше негативні відгуки: Rotten Tomatoes дав оцінку 30 % на основі 64 відгуків від критиків і 59 % від більш ніж 25 000 глядачів.